# Matelea rubra
Matelea rubra är en oleanderväxtart som först beskrevs av Karst., och fick sitt nu gällande namn av Van der Aa och A.L. Stoffers. Matelea rubra ingår i släktet Matelea och familjen oleanderväxter. Inga underarter finns listade i Catalogue of Life.